# 布勒内勒
布勒内勒（法語：Brenelle，法語發音：[bʁənɛl]）是法国上法蘭西大區埃纳省的一个市镇，属于苏瓦松区。

## 地理
布勒内勒（49°21'57"N, 3°32'35"E）面积4.34 平方千米，位于法国上法蘭西大區埃纳省，该省份为法国北部内陆省份，北起北部省，西接索姆省和瓦兹省，东临阿登省和马恩省，西南至塞纳-马恩省，东北部与比利时接壤。
与布勒内勒接壤的市镇（或旧市镇、城区）包括：布赖讷、沙斯米、韦勒河畔库尔塞勒、西拉科米讷、普雷勒和博沃。

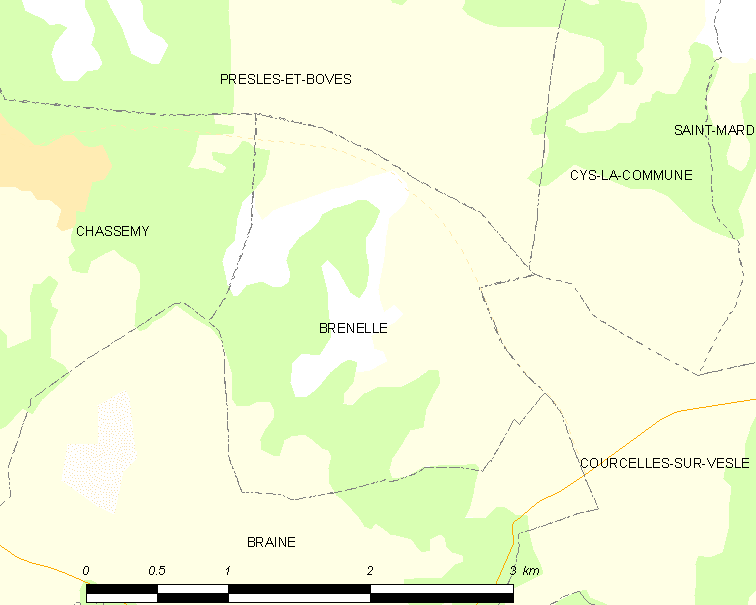
布勒内勒的OSM定位图

布勒内勒的时区为UTC+01:00、UTC+02:00（夏令时）。

## 行政
布勒内勒的邮政编码为02220，INSEE市镇编码为02120。

## 政治
布勒内勒所属的省级选区为塔德努瓦地区费尔县。

## 人口

1962-2008年间布勒内勒人口变化图示

布勒内勒于2022年1月1日时的人口数量为194人。